# Ryuji Ito
Ryuji Ito (伊藤 竜司 Ito Ryuji?), född 23 juli 1990 i Tokyo prefektur, är en japansk fotbollsspelare.
Ito började sin karriär 2009 i Yokohama FC. Efter Yokohama FC spelade han för FC Ryukyu, Matsumoto Yamaga FC, Fujieda MYFC, Tokyo 23 FC, Vonds Ichihara och Tochigi SC.